# Borondougou
Borondougou est une commune rurale du Mali de l'arrondissement de Diambakourou, dans le cercle de Konna et la région de Mopti. Elle a pour chef-lieu la localité de Diambakourou.

## Géographie
La localité de Diambakourou est située en rive droite du delta intérieur du fleuve Niger et à l'est de la route nationale RN 16 (axe Sévaré-Gao) à 26 km au sud-ouest du chef-lieu de cercle Konna.

## Histoire
En 2023, la commune est soustraite du cercle de Mopti pour être versée dans le cercle de Konna

## Villages
La commune s'étend sur 5 localités relevées lors du recensement général de 2009. 
Les villages les plus peuplés sont :
- Dambacourou (3 020 habitants)
- Singo (1 471 habitants)
- Komio (1 410 habitants)